# Психологічна війна
Психологі́чна війна́ (англ. psychological warfare (PSYWAR)) — сукупність різних форм, методів і засобів впливу на людину з метою зміни в бажаному напрямку її психологічних характеристик (поглядів, думок, ціннісних орієнтацій, настроїв, установок, мотивів, стереотипів поведінки), а також групових норм, масових настроїв, суспільної свідомості в цілому.
В Міністерстві оборони США цей термін означає «планове використання пропаганди і інших психологічних дії, що мають за основну мету вплив на думки, емоції, стосунки, і поведінку ворожих іноземних груп, таким чином, щоб підтримувати досягнення національних завдань.» Попри те що в США настанова FM-33-5 «Ведення операцій психологічної війни» діяла з серпня 1949 року, засоби ведення ПВ набули особливої актуальності під час війни в Кореї(1950—1953) коли за перші 1,5 року із ЗС США дезертирували 47 тисяч чоловік.
На відміну від психологічних операцій, котрі окрім локального характеру також вирізняються можливістю застосування і щодо власного населення, термін ПВ, як правило, застосовують на означення сукупності операцій супроти іншої країни під час військових конфліктів чи економічних воєн. Оскільки психологічна війна ведеться за допомогою інформації, то її розглядають як вид інформаційної війни. Частина фахівців поєднує ці явища термінологією «інформаційно-психологічна війна».
Під час тривалих військових конфліктів та бойових дій, на відміну від безповоротних чи санітарних, може призвести до психогенних втрат особового складу.

## Походження терміна
Першим цей термін вжив британський аналітик і історик Фулер (J.F.C. Fuller)[джерело?], який спрогнозував, що, можливо, колись суто психологічна війна замінить традиційну війну. Пізніше він згадується в книзі «Психологічна війна» колишнього американського розвідника Поля Лайнбарджера, яка вийшла в 1948 році.

## Вислови на тему
|                   | Захопи їхні думки, а серця і душі вирушать за ними. |
| — Невідомий автор |                                                     |

|                 | Куди думки — туди енергія, куди енергія — туди плоть. |
| — Лобсанг Рампа |                                                       |